# Прищевка
Прищевка (рос. Прыщевка) — хутір у Середньоахтубінському районі Волгоградської області Російської Федерації.
Населення становить 165 осіб. Входить до складу муніципального утворення Клетське сільське поселення.

## Історія
Хутір розташований у межах українського історичного та культурного регіону Жовтий Клин.
Згідно із законом від 5 квітня 2005 року № 1040-ОД органом місцевого самоврядування є Клетське сільське поселення.

## Населення
| 2010 |
| ---- |
| 165  |